# Onthophagus rorarius
Onthophagus rorarius är en skalbaggsart som beskrevs av Edgar von Harold 1877. Onthophagus rorarius ingår i släktet Onthophagus och familjen bladhorningar. Inga underarter finns listade i Catalogue of Life.